# Vœlfling-lès-Bouzonville
Voelfling-lès-Bouzonville é uma comuna francesa na região administrativa de Grande Leste, no departamento de Moselle. Estende-se por uma área de 2,9 km². Em 2010 a comuna tinha 161 habitantes (densidade: 55,5 hab./km²).